# Кириченко, Нина Александровна
Ни́на Алекса́ндровна Кириче́нко (20 января 1930, Межевский район, Днепропетровский округ — 6 января 2019, Никополь, Днепропетровская область) — советская украинская школьная учительница, Герой Социалистического Труда (1978).

## Биография
Нина Александровна Кириченко родилась 20 января 1930 года в селе Весёлое Межевского района; там же пережила оккупацию в период войны.
В 1946 году окончила семилетнюю школу в Весёлом, в 1950 — Днепродзержинское педагогическое училище. С 1950 года работала учителем украинского языка и литературы в Никопольской школе № 19, с 1975 года — в средней школе № 9 (Никополь), позднее — заместителем директора школы. Одновременно в 1954 году заочно окончила факультет украинской филологии Никопольского учительского института, в 1959 — филологический факультет Кировоградского педагогического института. Руководила городской школой молодых учителей, университетом педагогических знаний для родителей.
В 1978 году удостоена звания Героя Социалистического труда.
Выйдя на пенсию в 1997 году, продолжала работать учителем. Была советником городского головы по вопросам образования.
Избиралась делегатом Всесоюзного съезда учителей (1978), съезда учителей Украины; депутатом Никопольского городского Совета (1959—1965), членом Никопольского горкома КП Украины (1978—1985), кандидатом в члены Днепропетровского обкома КП Украины (1979—1987), делегатом XXVI съезда КПСС (1981).
Жила в Никополе; умерла 6 января 2019 года.

## Награды
- Герой Социалистического Труда (медаль «Серп и Молот» № 19085 и орден Ленина; 27.6.1978) — за большие заслуги в деле обучения и коммунистического воспитания учащихся
- орден Трудового Красного Знамени (20.7.1971)
- юбилейная медаль «20 лет независимости Украины» (19 августа 2011 года) — за значительный личный вклад в социально-экономическое, научно-техническое и культурно-образовательное развитие Украинского государства, весомые трудовые достижения и многолетний добросовестный труд[3]
- медаль «В ознаменование 100-летия со дня рождения Владимира Ильича Ленина»
- знак «Отличник народного образования Украинской ССР» (1978)
- почётный гражданин Никополя (2012)[1][2].

## Адреса
Никополь, ул. Ленина, д. 101.